# Stars (canción de Switchfoot)
«Stars» es el primer sencillo de la banda estadounidense de rock alternativo Switchfoot en su quinto álbum Nothing Is Sound. Fue lanzada en 5 de julio de 2005.  Es la tercera canción más exitosa de la banda, detrás de éxitos anteriores "Meant to Live" y "Dare You to Move". En iTunes, una mezcla acústica de la canción está disponible.

## Letra
Según el compositor Jon Foreman, "Stars" es acerca de la perspectiva, una canción sobre retroceder en medio del caos y mirando a las estrellas; la idea de anti-entropía, lo que implica algo tiene que haber mantener al mundo juntos. "El primer verso ve las cosas desde Descartes perspectiva, sujetando el centro del universo de la persona." Tal vez he sido el problema, 'tal vez estoy cubierto, cayendo a pedazos, etc ... El segundo verso habla acerca de nuestra mundo desde la perspectiva de las estrellas mirando hacia abajo en la tierra de la eterna danza de la gravedad y el movimiento ".
La canción es un favorito de los fanes por sus pensamientos letras provocadoras y un sonido agresivo pesado.

## Vídeo musical
El video musical de la canción fue filmado en los estudios Universal en su mayoría bajo el agua. El video muestra a la banda tocando en un escenario al aire libre, pero a medida que avanza el vídeo, que se puede ver "flotante" en un ambiente acuoso. En la cúspide de la canción justo antes del puente de la canción, este entorno ráfagas y la banda toca en la lluvia hasta el final del vídeo.
El video fue dirigido por Scott Speer y producida por Coleen Haynes.
Un vídeo musical basado en una versión abreviada de esta canción fue utilizada para American Idol, en asociación con Ford, en un comercial de Mustang.

## Listado de canciones
UK CD single
1. «Stars» (Álbum Versión)
2. «Stars» (Acoustic Version)
3. «Dare You To Move» (Acoustic Version)
4. «Stars» (Video)

## Posiciones
| Listas (2005)                           | Posición |
| --------------------------------------- | -------- |
| Australian Singles Chart                | 43       |
| US Billboard Hot 100                    | 68       |
| US Billboard Hot Modern Rock Tracks     | 16       |
| US Billboard Hot Mainstream Rock Tracks | 39       |
| US Billboard Pop 100                    | 41       |